# Schizonycha elongata
Schizonycha elongata är en skalbaggsart som beskrevs av Blanchard 1851. Schizonycha elongata ingår i släktet Schizonycha och familjen Melolonthidae. Inga underarter finns listade i Catalogue of Life.